# 浜松市浜北高等技能開発校
浜松市浜北高等技能開発校（はままつしはまきたこうとうぎのうかいはつこう）は、浜北商工会が運営する認定職業訓練による職業能力開発校である。在職者の職業訓練を行う。

## 概要
- 入校対象 - 浜北商工会の会員である事務所または中小企業に勤務している人で、雇用保険加入者、再就職希望者
- 場所 - 浜松市浜北区
- 開講科 - 普通課程：造園科、短期課程：OA事務科

## 沿革
- 1969年（昭和44年）　開校